# کلسو (میزوری)
کلسو (به انگلیسی: Kelso) یک روستا در ایالات متحده آمریکا است که در شهرستان اسکات، میزوری واقع شده‌است. کلسو ۰٫۸۳ کیلومتر مربع مساحت و ۵۸۶ نفر جمعیت دارد و ۱۳۳ متر بالاتر از سطح دریا قرار گرفته‌است.